# André Singer
André Vítor Singer (São Paulo, 1958) é um  cientista político, professor e jornalista brasileiro.

## Biografia
Filho do economista Paul Singer e da linguista Evelyn Helene Ines Pape, tem graduação em Ciências Sociais (1980) e em Jornalismo (1986), ambas pela Universidade de São Paulo. É mestre (1993), doutor (1998) e livre-docente (2011) em Ciência Política da Faculdade de Filosofia, Letras e Ciências Humanas, também na USP. Suas áreas de interesse são comportamento eleitoral no Brasil e Teoria Política Moderna.
Foi secretário de redação do jornal Folha de S. Paulo (1987-88) e Secretário de Imprensa do Palácio do Planalto (2005-2007) e porta-voz da Presidência da República no primeiro governo Lula, (2003-2007).
Singer é conhecido por ter cunhado o termo lulismo. Em seu livro Os sentidos do lulismo (2012), foi analisada a emergência do fenômeno. Já em O lulismo em crise (2018), é abordado o governo Dilma e a sua Nova matriz econômica. Começa aí a crise do lulismo, bem como outras convulsões sociais, como a crise econômica brasileira de 2014, o impeachment da presidente, entre outras.

## Livros publicados
- O PT. São Paulo: Publifolha, 2001
- Esquerda e direita no eleitorado brasileiro: a identificação ideológica nas disputas presidenciais de 1989 e 1994. São Paulo: EDUSP, 2002
- Os Sentidos do Lulismo - Reforma gradual e pacto conservador. São Paulo: Companhia das Letras, 2012
- As Contradições do Lulismo. A que ponto chegamos?. São Paulo: Boitempo Editorial, 2015
- Por que gritamos Golpe?: Para entender o impeachment e a crise política no Brasil. São Paulo: Boitempo Editorial, 2016
- O Lulismo em Crise: Um quebra-cabeça do período Dilma (2011-2016). São Paulo: Companhia das Letras, 2018